# Lithobius krali
Lithobius krali är en mångfotingart som först beskrevs av Dobroruka 1979.  Lithobius krali ingår i släktet Lithobius och familjen stenkrypare. Inga underarter finns listade i Catalogue of Life.